# Antennuloniscus subellipticus
Antennuloniscus subellipticus is een pissebed uit de familie Haploniscidae. De wetenschappelijke naam van de soort is voor het eerst geldig gepubliceerd in 1968 door Menzies & Schultz.